# Промислові гази

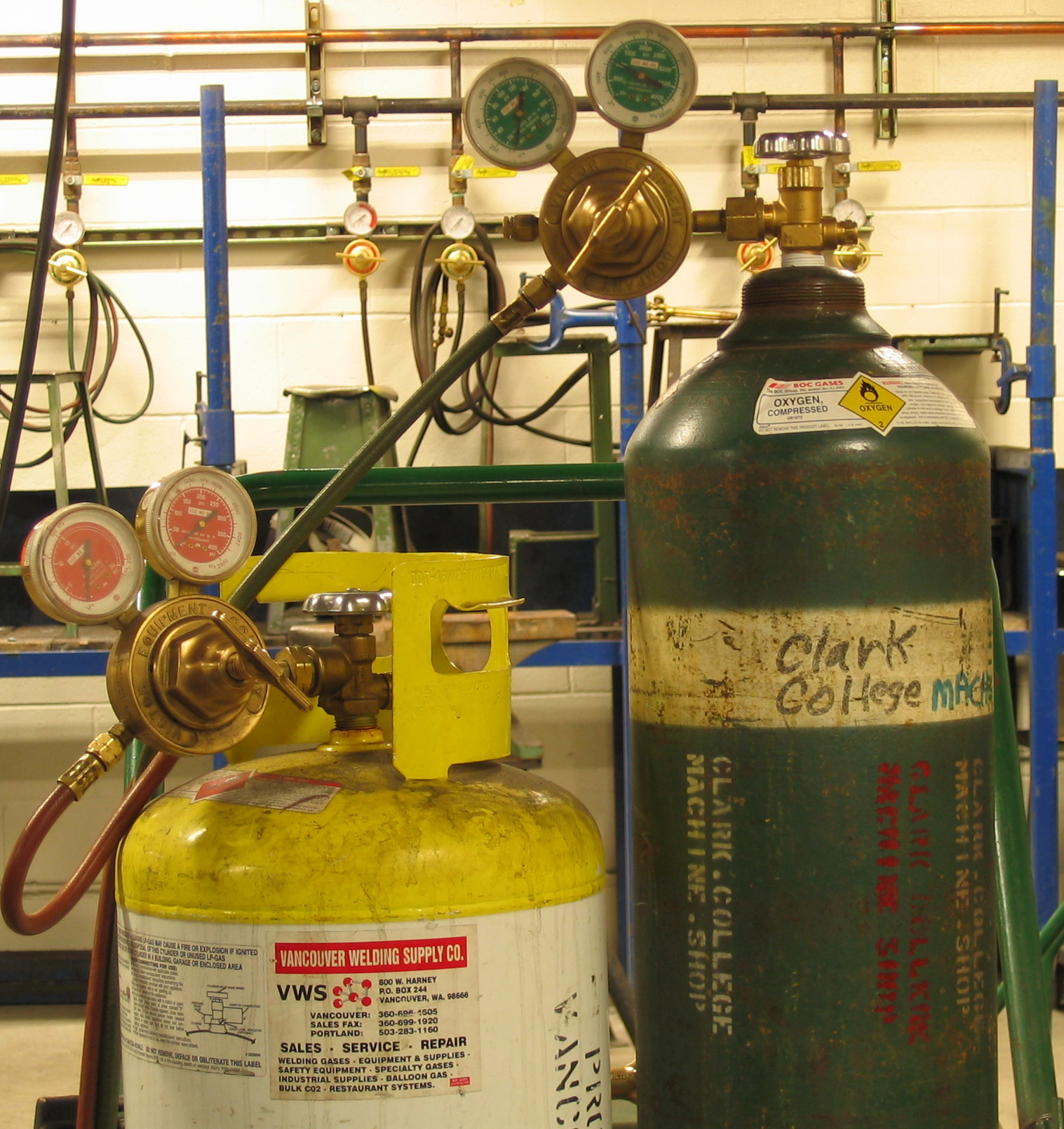
Балони зі стиснутим газом.

Промислові гази — група газів, що виробляються з метою комерційного використання. Ці гази здебільшого використовуються в технологічних процесах, таких як виробництво сталі, добрив, напівпровідників, обробці металу, виробництві та зберіганні продуктів харчування та ін. Окремо вирізняються медичні гази. Промислові гази можуть бути за складом органічними та неорганічними сполуками, можуть вироблятися як методом розділення повітря, так і шляхом хімічного синтезу, та постачатися у різних формах — трубопроводами, стиснутими у балонах високого тиску, автомобільними, залізничними цистернами та танкерами у скрапленому стані.

## Деякі види промислових газів
- ацетилен (C2H2)
- вуглекислий газ (CO2)
- монооксид вуглецю (CO)
- хлор (Cl2)
- водень (H2)
- хлороводень (HCl)
- метан (CH4)
- закис азоту (N2O)
- пропан (C3H8)
- діоксид сірки (SO2)
- Повітряні гази
  - аргон (Ar)
  - азот (N2)
  - кисень (O2)
- Рідкісні гази
  - гелій (He)
  - криптон (Kr)
  - неон (Ne)
  - ксенон (Xe)

## Деякі сфери застосування
- Хімічна промисловість
- Зварювання
- Харчова промисловість
- Виробництво скла та кераміки
- Металургія
- Виробництво резини, пластмас, фарб
- Очищення води

## Компанії у галузі газового бізнесу
- Air Liquide
- Air Products & Chemicals
- BASF
- InterGas
- The Linde Group
- Praxair